# Aerolínia de baix cost

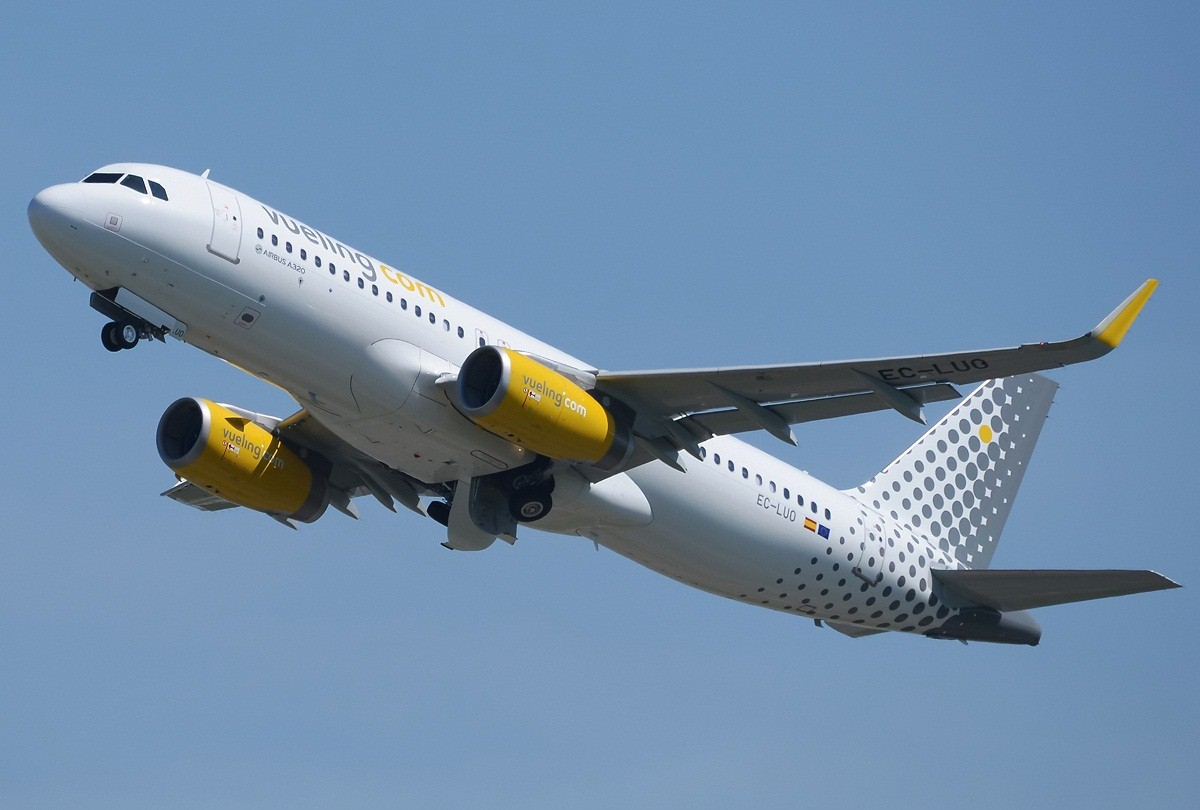
Vueling Airbus A320-200

Una companyia aèria de baix cost és una companyia aèria que opera eliminant o minimitzant costos operatius i sense alguns dels serveis i comoditats tradicionals que ofereix la tarifa d'una aerolínia tradicional, el que resulta en tarifes més baixes i menys comoditats. Per compensar els ingressos perduts per la reducció dels preus dels bitllets, la companyia aèria pot cobrar tarifes addicionals, com ara l'equipatge de mà. A l'abril de 2020, la companyia de baix cost més gran del món era Southwest Airlines, que opera principalment als Estats Units, així com a algunes zones circumdants.
El terme es va originar dins de la indústria aèria fent referència a les companyies aèries amb una estructura de costos operatius més baix que els seus competidors. Tot i que el terme s'aplica sovint a qualsevol companyia amb preus de bitllets baixos i serveis limitats, independentment dels seus models operatius, no s'han de confondre les companyies aèries de baix cost amb les companyies aèries regionals que operen vols curts sense servei, o amb les companyies aèries de servei complet que ofereixen algunes aerolínies reduïdes. tarifes.
Algunes companyies aèries s'anuncien com a de baix cost mentre mantenen els productes habitualment associats amb els serveis de la companyia aèria tradicional. Aquests productes inclouen seients preferents o assignats, càtering, cabines premium diferenciades, internet Wi-Fi via satèl·lit o terrestre i entreteniment d'àudio i vídeo a bord. Més recentment, s'ha utilitzat el terme "operador d'ultra baix cost", especialment a Amèrica del Nord i Europa per referir-se als operadors que no ofereixen aquests serveis i comoditats.

## Model de negoci
Les pràctiques del model de negoci de l'operador de baix cost varien àmpliament. Algunes pràctiques són més comunes en determinades regions, mentre que altres són generalment universals. El tema comú entre tots els operadors de baix cost és la reducció del cost i les tarifes generals reduïdes en comparació amb altres aerolínies, tant tradicionals com de baix cost.
Les companyies aèries tradicionals també han reduït el seu cost utilitzant diverses d'aquestes pràctiques.

### Pràctiques comuns

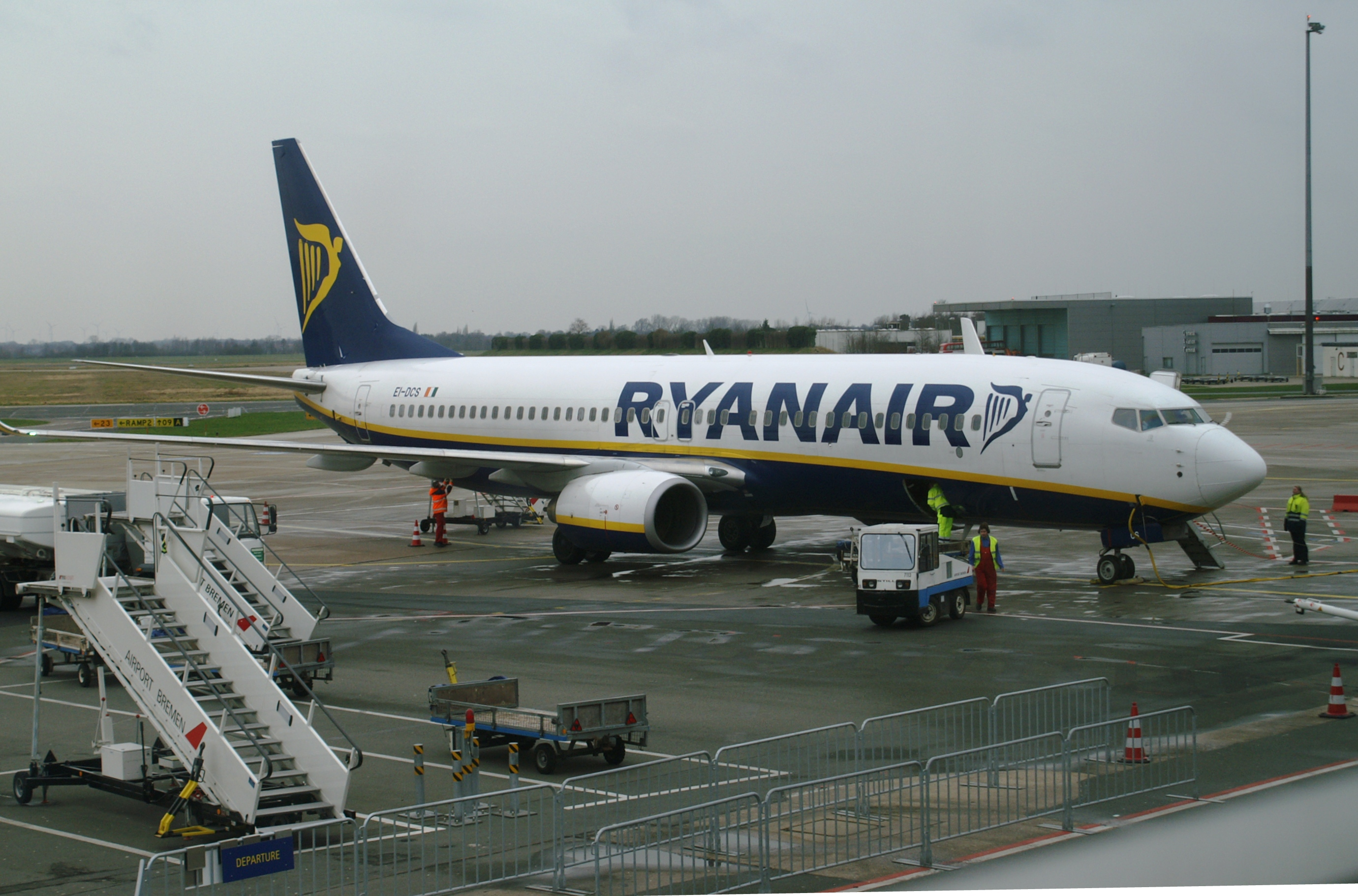
Avió de Ryanair a l'aeroport de Bremen

#### Avió
La majoria de les aerolínies de baix cost operen avions configurats amb una sola classe de passatgers, i la majoria només operen un únic tipus d'aeronau o de la mateixa branca (A319/20/21), de manera que només s'haurà de formar la tripulació de cabina i de terra per treballar en un tipus d'avió. Això també és beneficiós des del punt de vista del manteniment, ja que les peces de recanvi i la mecànica només es dedicaran a un tipus d'avió, tot i això algunes aerolínies de baix cost opten per operar més d'un tipus i configurar els seus avions amb més d'una classe de passatgers (de vegades per poder fer aliances amb aerolínies tradicionals que els requereixen una classe de més alt nivell). Aquestes companyies aèries solen operar vols de curta distància que s'adapten a la gamma d'avions d'ample estret (passadís únic). Darrerament, però, també hi ha un augment de la demanda de vols de baix cost de llarg recorregut i la disponibilitat d'avions de nova generació que fan que les rutes de llarg recorregut siguin més factibles per a les aerolínies de baix cost.
En el passat, les aerolínies de baix cost acostumaven a operar avions antics comprats de segona mà, com ara els models més antics del Boeing 737. Des de l'any 2000, les flotes generalment consisteixen en els avions més nous, generalment la família Airbus A320. i Boeing 737. Encara que comprar avions nous sol ser més car que de segona mà, els avions nous són més barats d'operar a llarg termini ja que són extremadament eficients en termes de combustible, formació, manteniment i costos de la tripulació per passatger.
Les aeronaus sovint operen amb un conjunt mínim d'equips opcionals, reduint encara més els costos d'adquisició i manteniment, així com mantenint el pes de l'aeronau més baix i estalviant així combustible. Els seients de Ryanair no es reclinen i no tenen butxaques posteriors, per reduir els costos de neteja i manteniment. Altres no tenen cortines de finestres. Sovint no hi ha sistemes d'entreteniment a bord disponibles, tot i que moltes companyies de baix cost dels EUA ofereixen televisió o ràdio per satèl·lit durant el vol. També s'està convertint en un enfocament popular instal·lar monitors LCD a l'avió i difondre-hi anuncis, juntament amb la informació tradicional de ruta, altitud i velocitat. La majoria no ofereix seients reservats, amb l'esperança d'animar els passatgers a embarcar d'hora i ràpidament, disminuint així els temps de resposta. Alguns permeten l'embarcament prioritari per una tarifa addicional en lloc dels seients reservats, i d'altres permeten reservar un seient en una fila de sortida d'emergència o de primera fila (per a l'espai més llarg per a les cames) amb un cost addicional.

#### Bases
Igual que les aerolínies tradicionals, moltes aerolínies de baix cost desenvolupen una o més bases per maximitzar la cobertura de destinació i defensar el seu mercat. Normalment no operen en aeroports principals de les grans ciutats, reduint costos en taxes.

#### Funcionament
Les companyies aèries sovint ofereixen un esquema de tarifes més senzill. Normalment, les tarifes augmenten a mesura que s'omple l'avió, cosa que recompensa les reserves anticipades. A Europa l'equipatge no es transfereix d'un vol a un altre, encara que els dos vols es facin amb la mateixa companyia aèria. Això estalvia costos i es pensa que anima els passatgers a prendre vols directes. Els bitllets no es venen amb transbordaments, de manera que la companyia aèria pot evitar la responsabilitat de les recol·locar connexions dels passatgers en cas de retard. Les companyies de baix cost solen tenir un horari escàs amb un vol per dia i ruta, de manera que seria difícil trobar una alternativa per a una connexió perduda. Les aerolínies de baix cost modernes amb seu als Estats Units solen transferir l'equipatge per continuar els vols, així com transferir l'equipatge a altres companyies aèries. Moltes companyies aèries opten per fer pujar els passatgers a través d'escales estalviant encara més costos.
Sovint, les aerolínies de baix cost volen a aeroports secundaris més petits i menys congestionats i/o volen als aeroports durant les hores baixes per evitar retards en el trànsit aeri i aprofitar les tarifes d'aterratge més baixes. És per això que Ryanair vola a l'aeroport de Gatwick, l'aeroport de Luton i l'aeroport de Stansted a la zona de Londres. En el cas de Londres, però, les companyies de baix cost no podrien utilitzar Heathrow de totes maneres, ja que l'aeroport funciona a prop de la seva capacitat, de manera que no hi ha espai per construir una base. Les companyies aèries tendeixen a descarregar, donar servei i tornar a carregar l'aeronau (retorn) en períodes més curts i no esperen passatgers tardans, permetent la màxima utilització de l'aeronau(tenir l'avió a terra implica perdre diners).

#### Ingressos alterns
Les aerolínies de baix cost generen ingressos auxiliars d'una varietat d'activitats, com ara productes basats en comissions. Algunes companyies aèries poden cobrar una tarifa per un coixí o una manta o per l'equipatge de mà. A Europa, és habitual que totes i cadascuna de les comoditats i serveis tinguin un càrrec addicional. AirAsia, per exemple, genera ingressos per serveis de missatgeria i hotels, així com per vols.

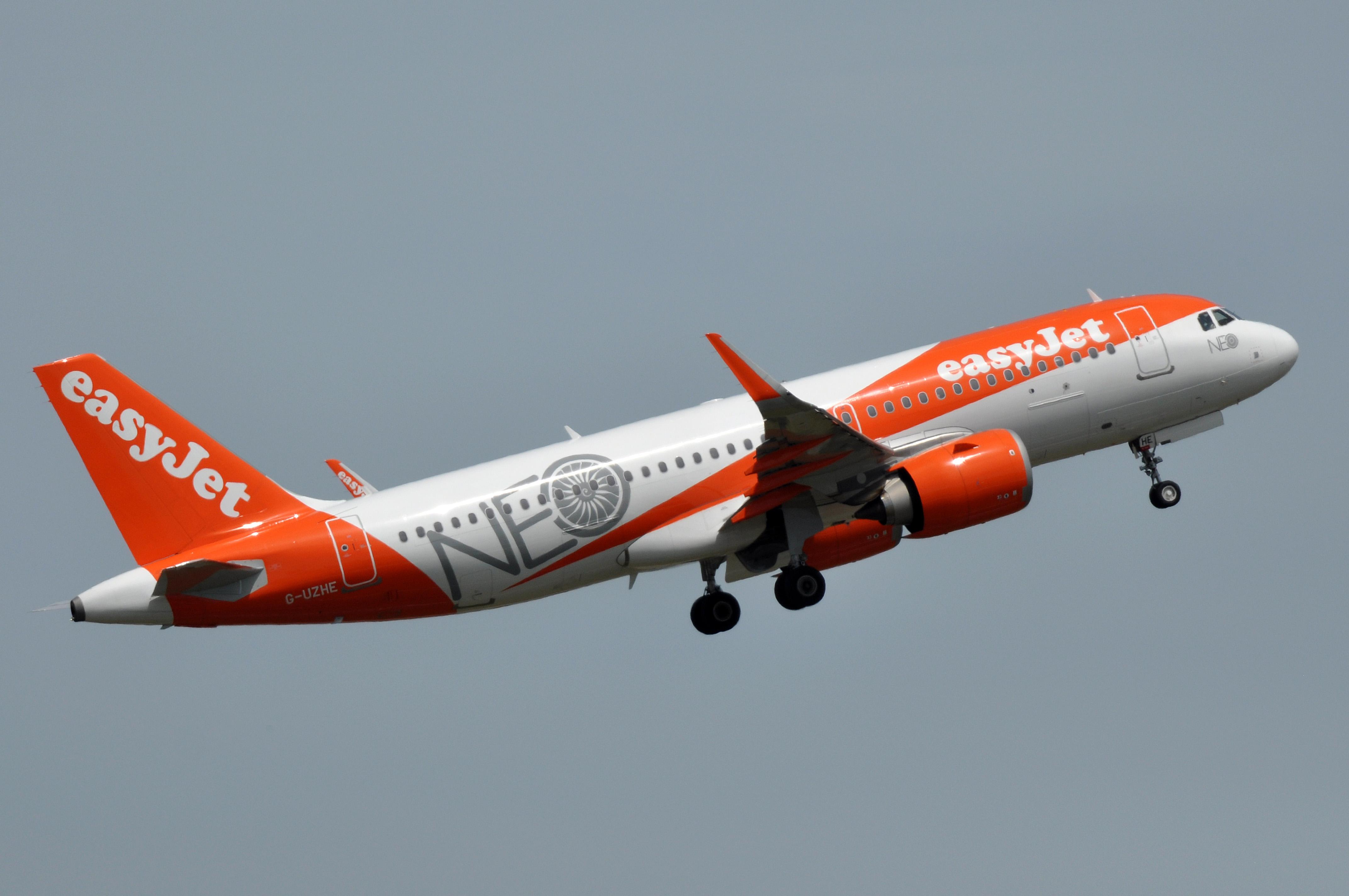

#### Limitar els costos de personal
Les companyies de baix cost pretenen reduir qüalsevol cost, de manera que, en molts casos, els empleats treballen en diverses funcions. En algunes companyies aèries, els assistents de vol també treballen com a agents de porta o assumeixen altres funcions, limitant així els costos de personal. La facturació a la porta de l'equipatge requereix càrrecs, ja que s'afegeix al càlcul del pes i al tractament de l'equipatge d'última hora.
El check-in en línia s'està tornant habitual, de nou per tal d'evitar costos de personal.
Quan és permès, algunes companyies aèries no volen tractar passatgers de serveis especials, per exemple, posant un límit d'edat més elevat als menors no acompanyats. Sovint, aquestes companyies aèries no ofereixen bitllets de connexió, ja que la companyia aèria haurà de pagar pel personal de terra per transferir l'equipatge. Un client pot crear una connexió manualment comprant dos bitllets diferents, però aquests es consideren contractes separats i el passatger assumeix el risc de perdre el segon vol si el primer va amb retard.
El nombre de membres de la tripulació ha de seguir les convencions internacionals que requereixen un assistent de vol per cada 50 seients de passatgers i dos pilots. Cap aerolínia pot estalviar diners reduint la tripulació de vol, però pot reduir la tripulació de terra.
Aerolínies com Ryanair porten a l'extrem la legalitat i contracten pilots a través d'agències de tercers amb seu a països amb impostos baixos sense beneficis per malaltia, pensions o assegurança mèdica. Les aerolínies tradicionals també han començat a provar-ho, inclòs la creació de les seves pròpies agències amb impostos baixos. Aquestes agències poden trobar fàcilment copilots i tripulants de cabina amb menys experiència, ja que la professió és popular, però hi ha problemes per als transportistes de baix cost per reclutar i mantenir capitans que han de tenir experiència.

#### Principis de funcionament
A IATA, una operació de baix cost es defineix com que inclou les característiques següents, almenys fins a cert punt:
-Principalment operacions punt a punt
-Rutes de curta o mitja distància, sovint entre aeroports regionals o secundaris
-Fort enfocament en el client sensible als preus, principalment passatgers d'oci
-Normalment, una única classe de servei, sense programes de fidelització de clients (o limitats).
-Serveis limitats de passatgers, amb càrrecs addicionals per a alguns serveis
-Tarifes mitjanes o baixes, amb un fort enfocament en la competència de preus
-S'ofereixen diferents tarifes, relacionades amb els factors de càrrega de l'avió i el temps abans de la sortida
-Una proporció molt elevada de reserves fetes a través d'Internet
-Alts índexs d'utilització d'aeronaus, amb un curt període entre operacions
-Una flota d'un o dos tipus d'avions
-Una estructura senzilla de gestió i despeses generals amb un procés de presa de decisions estratègic ajustat
Tot i que les companyies aèries de baix cost difereixen en les ofertes de serveis, per definició presenten la majoria dels següents:
-Flota estandarditzada (menor formació, costos de manteniment; compra d'avions en gran format)
-Absència de funcions no essencials (seients reclinables, programes de viatger freqüent)
-Ús d'aeroports secundaris per reduir les taxes d'aterratge i suport de màrqueting
-Rendiment ràpid (menys temps a terra, més vols al dia)
-Volar a hores del dia menys convenients, que accepten els turistes sensibles al preu (mentre que els viatgers de negocis volen volar a hores que s'adaptin al seu horari)
-Venda d'entrades en línia per evitar el cost de centres de trucades o agents
-Registre d'entrada en línia (menys taulells de facturació), càrrec per registre d'entrada
-Càrrecs d'equipatge per a les maletes facturades per compensar els costos de manipulació i càrrega d'equipatge
-Càrrega de passatgers per escales en comptes de passarel·les
-Utilitzar personal per a múltiples feines (la tripulació de cabina també comprova els bitllets a la porta, neteja l'avió...)
-Cobrir els costos del combustible (comprar combustible per avançat quan és més barat)
-Càrrec per tots els serveis (inclosos els serveis a bord, seients reservats i equipatge addicional)
-No utilitzar seients reservats (la qual cosa retarda l'embarcament) ni cobrir un suplement per seients reservats o embarcament anticipat.
-Volar de punt a punt (no s'admeten transferències de passatgers a altres vols, no hi ha compensació per connexions perdudes)
-Portar poc combustible addicional (reduint el pes de l'avió)
-Equipament de l'avió amb modificacions de reducció de costos, com ara winglets
-Planificació de la ruta de la pista al lloc d'estacionament abans que l'avió arribi a l'aeroport (estalvi de temps a terra)
-Serveis de destinació del mercat com ara hotels i cotxes de lloguer per comissions

#### Noves pràctiques
Algunes companyies aèries recorren a pràctiques molt innovadores. Moltes companyies aèries en aquests dies treballen amb fabricants d'avions, però companyies aèries com AirAsia van un pas més enllà, treballant amb aeroports per desenvolupar terminals de baix cost dissenyades especialment per a que requereixin moltes menys despeses generals. En general, Ryanair fa que els aeroports acceptin que les seves targetes d'embarcament les imprimeixin els passatgers mateixos, encara que en alguns aeroports (on Ryanair no hi domina) els passatgers l'han de substituir per una targeta d'embarcament normal des de l'aeroport. Altres pràctiques que redueixen les despeses són l'ús de tauletes per a revisions d'avions en lloc de registres en paper (redueix el pes de l'avió) i ulleres intel·ligents per al pilot.

### Diferències
No tots els operadors de baix cost implementen tots els punts anteriors. Per exemple, alguns intenten diferenciar-se amb seients assignats, mentre que d'altres operen més d'un tipus d'avió, d'altres tenen costos operatius relativament elevats però tarifes més baixes. JetBlue, per exemple, ofereix entreteniment durant el vol a tots els seients dels passatgers. Altres companyies aèries tenen limitacions sobre quins punts poden implementar en funció de les lleis locals. Per exemple, Ryanair no pot treure les persianes dels seus avions, ja que les exigeix l'autoritat d'aviació irlandesa. A mesura que augmenta l'oferta, aquest tipus de diferenciació per marca és un criteri important per a l'èxit futur de les companyies de baix cost, ja que molts experts creuen que la competència de preus per si sola no és suficient, donat el nombre de transportistes.
A mesura que el nombre de companyies de baix cost ha crescut, aquestes companyies aèries han començat a competir entre elles a més de les aerolínies tradicionals. Als EUA, les companyies aèries han respost introduint variacions al model. JetBlue anuncia televisió per satèl·lit. A Europa, l'èmfasi s'ha mantingut en la reducció de costos i el servei sense luxes. El 2004, Ryanair va anunciar propostes per eliminar els seients reclinables, les persianes, les fundes dels reposacaps i les butxaques dels seients dels seus avions.

### Ultra baix cost
S'ha utilitzat un terme secundari per diferenciar algunes companyies aèries de baix cost el model de les quals es desvia encara més del d'una aerolínea de baix cost estàndard. Aquestes tenen unes inclusions mínimes a la tarifa i un nombre més gran de tarifes complementàries.
A Europa, Ryanair i Wizz Air són les aerolínies Ultra baix cost més destacades.

### Política de preus
La política de preus de les companyies de baix cost sol ser molt dinàmica, amb descomptes i entrades en promoció. Igual que altres operadors, encara que el preu anunciat sigui molt baix, sovint no inclou càrrecs i impostos. Amb algunes companyies aèries, alguns vols s'anuncien com a gratuïts (més els impostos, taxes i càrrecs aplicables). Depenent de la companyia aèria, potser fins a un deu per cent dels seients de qualsevol vol s'ofereixen al preu més baix i són els primers a vendre. Els preus augmenten constantment a partir d'aleshores fins a un punt en què poden ser comparables o més cars que un vol amb una companyia de servei complet.
La majoria de les companyies aèries cobren impostos i taxes addicionals als seus bitllets. S'ha conegut que algunes companyies aèries de baix cost cobren tarifes per coses aparentment ridícules, com ara cobrar una targeta de crèdit si la targeta de crèdit és l'únic mètode de pagament acceptat.